# Giacomo Voli
Giacomo Voli (Correggio, Italia; 3 de noviembre de 1985) es un cantante y compositor italiano principalmente conocido por su posición como subcampeón en la segunda temporada del concurso de talentos The Voice of Italy, así como campeón del programa de telerrealidad All Together Now en su versión italiana y también por ser el actual vocalista de la banda italiana de power metal sinfónico Rhapsody of Fire. Formó parte de la banda Teodasia al igual de ser exmiembro de la banda Embrace of Souls.

## Primeros años
El abuelo materno de Giacomo, Renato Bigi, era trompetista y profesor en el conservatorio de Reggio Emilia, heredando de él su gusto y talento por la música. Desde edad temprana Giacomo ya era un fan del rock a raíz de su pasión por bandas como Aerosmith, Toto y Queen, de esta última Giacomo se considera un gran fan de Freddie Mercury, a quien él ve como su mayor inspiración y la persona que lo motivó a convertirse en un músico.

## Carrera musical
A los 17 años uno de los amigos de Giacomo lo invitó a unirse a su banda de garaje tras escucharlo cantar en el coro de la iglesia, entonces comenzó a tocar en una pequeña banda junto con el grupo de su amigo (de los cuales algunos siguieron el mismo camino que Giacomo, como el vocalista de la banda "From the Depth", Raffaele Albanese). Esto eventualmente los llevó a realizar covers de diversas bandas como Queen, Deep Purple, Led Zeppelin, Toto, Van Halen, entre otras bandas famosas. Esta primer experiencia le permitió ver el espacio de una voz dentro del ambiente musical.
En algún punto Giacomo, inspirado por su primera experiencia en una banda y su deseo por mejorar su técnica, comenzaría a tomar clases de canto, siendo uno de sus maestros el cantante italiano Michele Luppi quien fue vocalista de la banda Vision Divine, Secret Sphere y el actual tecladista de Whitesnake, en ese entonces Giacomo lo consideraba un dios del canto. Por otro lado, Francesca Mercury, quien también es la actual manager del cantante, sería más una guía y una de las personas en las que Giacomo confiaría ciegamente. A esta última le dedicó la canción "Ridi nel tuo caffè"(Ríete en tu café) de su solo álbum Ancora nell'ombra.

### Sour Whine
En 2009 Giacomo comenzaría su carrera al unirse a la banda italiana Sour Whine, en la cual usaría el apodo de Jack (posiblemente por tener una pronunciación similar con el inicio de su nombre). Juntos grabarían un demo que sería el primer trabajo formal de Giacomo en una banda de metal. El demo recibiría una buena recepción que motivaría a la banda a llevar a cabo diferentes conciertos y participaciones en festivales de rock.
Sin embargo, a finales de 2010 la banda decidiría tomarse un descanso indefinido y 7 años después, en 2017, la banda se reuniría una última vez tocando durante el concurso musical GOCCE DI MUSICA 2017, tras el cual la banda volvería al descanso indefinido sin ninguna separación mencionada.

### The Voice of Italy
En 2013 Giacomo comenzó a dar clases de canto de rock moderno. Mientras daba clases en una escuela de música en Bolonia, Francesco Lombardo, quien era uno de los referentes del programa The Voice of Italy y trabajador dentro de la escuela, le preguntaría a Giacomo si estaría dispuesto a participar en el programa, a lo que Giacomo aceptaría a la ligera. Más tarde la producción del programa vería algunos videos de él en YouTube y decidiría llamarlo a participar en el programa.
En 2014 Giacomo acude a The Voice of Italy y participa en las audiciones a ciegas, cantando el tema "Rock and Roll" de Led Zeppelin. Durante su audición se destaca el hecho de que tres de los cuatro jueces presionaron el botón para dirigir su silla a Giacomo apenas pasados 22 segundos de la canción, Piero Pelù, uno de los jueces y a quien Giacomo terminaría eligiendo para formar parte de su equipo, presionaría el botón ni bien identifico la canción que sonaba. Durante el programa Giacomo interpretó numerosas canciones como Knockin' on Heaven's Door de Bob Dylan, Impressioni di settembre de Premiata Forneria Marconi, Life on Mars? de David Bowie, entre muchas otras. Giacomo logró atravesar todas las fases del programa y llegar a la final. Durante la última fase de esta, interpretó Vivere il mio tempo de Litfiba. Giacomo terminó en segundo lugar con 38% de los votos italianos contra la campeona Cristina Scuccia. Tras el programa, Universal Music Italia lanzaría la canción "Rimedio", escrita por Piero Pelú  e interpretada por Giacomo como un sencillo en junio de ese mismo año.
A pesar de su derrota, su travesía por el programa fue una gran experiencia para el y lo hizo reflexionar sobre sus errores y las cosas en las que podría mejorar a futuro. Su posición como subcampeón lo hizo famoso en toda Italia y le abrió las puertas a oportunidades que de otro modo quizá no se le hubiesen presentado.

### Teodasia
En 2015 la banda italiana de metal sinfónico Teodasia, inspirados por su participación durante The Voice, anuncian a Giacomo Voli como su primer vocalista masculino. 
Juntos lanzarían los sencillos Ghost y Let's Dream Tonight, ambos teniendo buena recepción entre el público italiano y destacando la voz de Giacomo. Más tarde, en 2016 lanzarían el EP Reloaded y ese mismo año lanzarían el álbum Metamorphosis, siendo este el único álbum de la banda donde participaría Giacomo, mismo que nuevamente tendría buenas críticas entre el público del país de origen de la banda. Posteriormente la banda se limitaría a promocionar su álbum mediante conciertos.
En 2018, Teodasia anuncia la salida de Giacomo debido a la gran cantidad de compromisos que carga al estar en ambas Rhapsody of Fire y Teodasia. A pesar de su separación, la banda mencionó que Giacomo se mantenía disponible para futuras colaboraciones en conciertos y discos.

### Solista
En 2015 Giacomo lanza un EP en solitario titulado Ancora nell'ombra con 6 canciones donde incluía su versión de "Impressioni di settembre", canción que interpretó durante su participación en The Voice.
En 2017 Giacomo colabora con la cantautora italiana Daniela Ridolfi y la cantante italiana Giulia Dagani (quien también participó en The Voice junto a Giacomo); juntos lanzan el álbum Prigionieri liberi acompañado de un sencillo de nombre homónimo y un video musical producido por medio de micromecenazgo.

### Rhapsody of Fire
En 2015, tras la participación de Giacomo en The Voice, Alex Staropoli tecladista y líder de la banda italiana de power metal sinfónico Rhapsody of Fire se mostraría interesado en Giacomo y decidiría invitarlo junto con otros cantantes elegidos por Giacomo para formar parte del coro del álbum de estudio Into the Legend. Originalmente Staropoli hacia esto con la intención futura de formar una banda alterna a Rhapsody of Fire más orientada al estilo barroco/medieval. Sin embargo, la idea nunca se concretó.
En 2016 el, en ese entonces, vocalista de la banda Fabio Lione anuncia su salida del grupo por medio de su página de Facebook oficial, la cual sería  más tarde confirmada por la banda al siguiente día mediante el mismo medio. Tras la salida de Fabio y posteriormente la del baterista Alex Holzwarth, la banda se vio obligada a cancelar numerosos conciertos y shows en vivo, por lo que la misma padeció de baja actividad por dos meses, limitándose a hablar esporádicamente sobre el futuro de la agrupación y las expectativas de los miembros en torno al mismo.
El 11 de noviembre de ese año la banda finalmente anuncia a Giacomo Voli como su nuevo vocalista por medio de un video donde también se muestra un pequeño clip de su interpretación de la canción "Distant Sky" del álbum lanzado ese mismo año. Más tarde, los miembros de la nueva agrupación anunciarían que están trabajando en un nuevo proyecto bajo su nueva alineación.
En 2017, específicamente el 20 de enero de dicho año, anunciaría su nuevo álbum el cual consistía en regrabaciones de canciones escritas y producidas durante los primeros 5 años de la banda. Posteriormente ese mismo año la banda revelaría el nombre del álbum junto con su carátula, siendo este Legendary Years. Dicho álbum recibiría críticas mixtas, principalmente debido a la inevitable comparación entre los trabajos originales con los regrabados, sin contar a los fans que rechazaban el álbum derivado de su nostalgia y apego tanto a las canciones originales como a la antigua alineación, a pesar de eso, también hubo gente con opiniones positivas del álbum.
En 2018, el mismo año en que Giacomo decidiría abandonar formalmente su antigua banda Teodasia, el Facebook de la banda publica un video con un extracto narrativo, en la descripción del mismo la banda anuncia que dicho extracto forma parte de un nuevo álbum en el que la banda trabaja. Luego, en junio de ese año, la banda da más detalles de su trabajo, afirmando que se trataba de una nueva saga narrativa y confirmando que el extracto narrativo era interpretado por el fallecido Christopher Lee. En noviembre revelan el nombre del álbum mediante el anuncio del tour europeo que acompañara la salida del álbum The Eighth Mountain. Días después, anuncian la fecha de salida del álbum y el nombre que titulara la saga que iniciara con el álbum, The Nephilim's Empire Saga.  Finalmente seis días después la banda revelaría la carátula del álbum junto con la lista de temas del álbum.

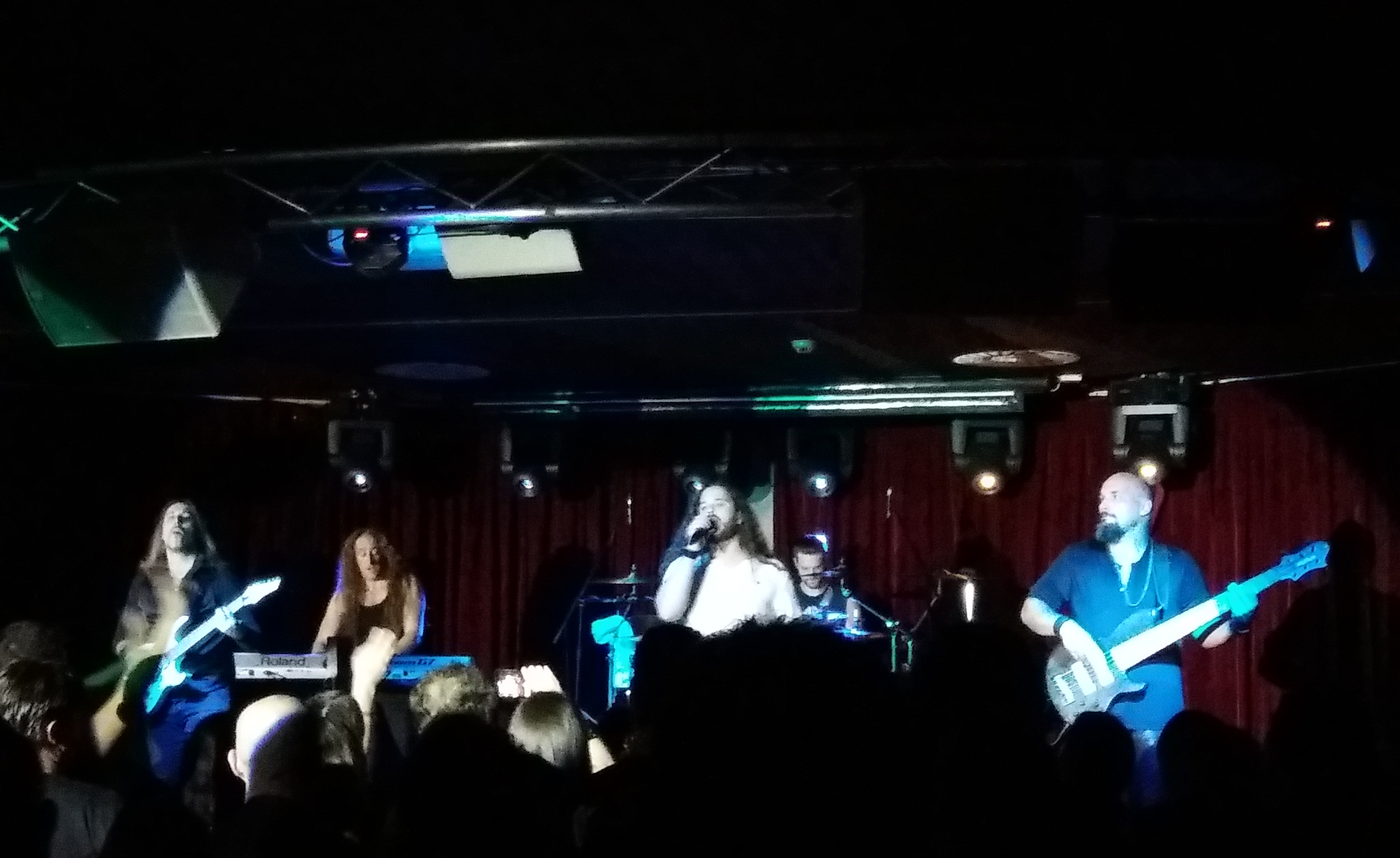
Rhapsody of Fire en Sala Acapulco Gijón España (2019)

En 2019 el 22 de febrero The Eighth Mountain finalmente se estrenaría y la banda iniciaría el tour para promocionar el álbum, destacando entre muchas cosas la participación de Giacomo junto a Alex Staropoli y Roberto de Micheli en las letras del álbum. Dicho álbum recibiría críticas mayormente positivas a nivel mundial, siendo calificando como un buen álbum que volvía  las raíces de la banda y aunque no igualaba a los álbumes pasados, era un resurgimiento para la misma. El álbum es presumiblemente el mejor calificado de la banda tras el fin de la saga pasada.  
En 2020, el 11 de marzo la banda anunciaría la cancelación de lo que restaba de su tour a raíz de la Pandemia de COVID-19. Dichos conciertos fueron pospuestos para 2022. 
El 21 de abril de ese año la banda publicaría una invitación a sus fanes para participar en un JAM de la canción "The Legend Goes On" con el fin de motivar a los fanes y músicos que los seguían en los duros tiempos de pandemia, usando un video proporcionado por la banda únicamente con la voz de Giacomo.
En 2021 la banda mantuvo una baja actividad principalmente debido a la falta de presentaciones en vivo, limitándose a dar pequeñas fotos de los miembros de la banda produciendo el próximo álbum de estudio de la agrupación. El 6 de abril ese año la banda anunciaba que el álbum se encontraba en fase de mezcla y posproducción a cargo de la misma persona que mezclo los dos álbumes pasados, Sebastian "Seeb" Levermann de la banda Orden Ogan.
El 23 de abril, tras una serie de imágenes promocionales a modo de teaser, la banda anuncia el EP I'll Be Your Hero, destinado a salir el 4 de junio del mismo año, con el principal propósito de ser un preludio para su siguiente álbum de estudio, cuyo nombre es mencionado en la descripción del EP como Glory For Salvation. El 4 de junio de ese mismo año el álbum se estrenaría junto con un video musical animado de la canción homónima al EP por medio del canal oficial de Youtube de AFM Records.
El 6 de julio del mismo año la banda anuncia el estreno del video musical del sencillo homónimo a su nuevo álbum "Glory For Salvation" programado para el 9 de julio mediante un clip en su página de Facebook. Al día siguiente, el 7 de julio, mostrarían la carátula, la lista de canciones y la fecha de salida del álbum, destinado a salir el 26 de noviembre del mismo año. El 9 de julio se estrena el video musical de "Glory For Salvation" mediante el canal de YouTube de AFM records junto con las opciones para pre-ordenar el álbum. Unos meses después, tras la salida de otros 3 sencillos: Magic Signs, Terial the Hawk y Chains of Destiny (este último acompañado de un video musical), la banda estrenaría finalmente el álbum el 26 de noviembre de ese mismo año, quedando pendientes numerosas presentaciones en vivo en su gira europea para inicios del siguiente año. Más tarde, el 17 de diciembre también de ese año, la banda estrenaría el video musical de "Un'Ode Per L'Eroe" (versión en italiano de Magic Signs de este mismo álbum) posterior a esto la banda cerraría el año como acostumbra, con un video de todos los miembros deseando felices fiestas a sus fanes.

### Embrace of Souls
En 2020 el baterista Michele Olmi de la banda Chronosfear crea un proyecto en solitario llamado Embrace of Souls con la idea de construir una banda de power metal sinfónico en la que combinar lo mejor del power metal italiano alternando entre miembros regularmente fijos y otros invitados. Con este propósito en mente invita a Giacomo a participar en su banda, a quien ya le había hablado de su proyecto desde hace un par de años, a lo cual Giacomo aceptaría al ver dicha invitación como una oportunidad para crecer como músico ya que se podría involucrar en las letras y en la composición musical (vocal) de las canciones. Sin embargo, el propio Giacomo afirma que no siempre tendrá disponibilidad para participar junto a la banda en concierto en vivo pero considera que Michele posee buenas opciones alternativas para ese tipo de situaciones.
El 11 de noviembre de ese año la banda anuncia su álbum debut The Number of Destiny junto a la carátula y la lista de canciones, además la banda anunció la salida del primer sencillo "From the Sky" en diciembre del 2020 mientras que el álbum estaba programado para salir en febrero del 2021.
Finalmente, el 19 de febrero del 2021 la banda estrena su álbum debut The Number of Destiny. Recibiendo buenas reseñas de la crítica general.

### All Together Now
En 2021 Giacomo sería invitado a participar en la cuarta edición del programa de telerrealidad All Together Now en su versión italiana. Esta sería la primera vez que el cantante volvería a ser parte de programa de esta índole desde su participación en The Voice of Italy en el año 2013. A pesar de que su situación como cantautor había cambiado drásticamente para bien desde aquellos años. El cantante decidiría aceptar la invitación por diversos motivos, uno de ellos sería que habría un premio monetario de 100 mil euros, además de que al intérprete se le respetaría sus gustos musicales y su imagen. En torno al premio monetario, el cantante confiesa que vivir de la música en la actualidad no es algo sencillo, por lo que además de Rhapsody of Fire el cantante ha participado en otras bandas como Embrace of Souls o Painters of Ether, sin contar sus proyectos en solitario o bandas de cover como "La Mercury racconta i Queen" la cual homenajea a Queen, añadiendo a esto otros problemas como la pandemia. Por estos motivos el artista decidió aventurarse al programa, pues tenía pocas razones para rechazar dicha oportunidad incluso si terminaba perdiendo en las primeras fases del programa.
De manera similar a su participación anterior, Giacomo atravesó todas las fases del programa interpretando populares piezas como Eye of the Tiger de Survivor, The Final Countdown de Europe y The Show Must Go On de Queen. A lo largo del programa Giacomo demostró un gran desempeño, teniendo una enorme popularidad y aceptación tanto del público como los jueces a tal nivel que la presentadora del programa, Michelle Hunziker, llamo a Giacomo "El rockero de mi corazón" en una publicación de Instagram tras finalizar de la competencia.
El 20 de diciembre del 2021 comenzaría la final, durante la cual Giacomo interpretó Sweet Child O’ Mine de Guns N’ Roses y Nessun Dorma de Giacomo Puccini, canción que el cantante le dedicaría a su abuelo, quien fue la persona que lo acerco a la música. También durante dicha interpretación los miembros del jurado, incluyendo a Michelle Hunziker, rompieron a llorar y aplaudieron ante la conmovedora actuación de Giacomo. De la misma forma el vocalista también interpretó la canción Shallow de Lady Gaga y Bradley Cooper (junto a Anna Tatangelo, jurado del programa), así como Somebody to Love de Queen. Giacomo lograría superar todos los obstáculos y coronarse como campeón de la cuarta edición del programa, venciendo al subcampeón Vincenzo Cantiello con un total de 80 votos contra 61, llevándose a casa el premio de 100 mil euros. Todo esto hizo un enorme contraste entre su participación pasada en The Voice, sintiéndose como un momento de autosuperación para el cantante quien considera haber mejorado en numerosos aspectos.
Tras ser declarado campeón, Giacomo cerraría el programa interpretando la canción Highway to Hell de AC/DC junto al público, los jueces y los demás participantes del programa. Una vez finalizado el programa, Giacomo ganaría fama en Italia gracias a su victoria y esfuerzo durante el programa, siendo entrevistado por numerosas páginas italianas. Por otro lado, los miembros de su banda Rhapsody of Fire le dedicarían unas palabras al vocalista tras su victoria como felicitación a través de la página de Facebook del grupo, así mismo, Piero Pelù quien fue su entrenador durante su estancia en The Voice y a quien Giacomo consideraba en aquel momento su "padrino artístico" publicaría la noticia de su victoria como una forma de felicitación hacia el cantante.

### Colaboraciones
El 21 de febrero del 2014 el cantante Francesco Di Giacomo fundador de la longeva y aclamada banda italiana de rock progresivo Banco del Mutuo Soccorso falleció en un accidente automovilístico. La banda entonces decide llevar a cabo varios conciertos para conmemorar su muerte, y en el proceso invitan a Giacomo como vocalista por un corto periodo de tiempo.
El 17 de abril del 2020 el guitarrista Marco D'Andrea publica el video musical del sencillo "Mameli Rock", una versión rock de Il Canto degli Italiani la cual sería publicada en diferentes plataformas con la intención de que todos los ingresos obtenidos a partir de esta sean destinados al Policlinico di Milano, un hospital italiano que es también uno de los puestos fronterizos para lo que concierne a la lucha contra la emergencia Covid-19 en Italia. Para lograr dicho cometido el guitarrista invitó numerosos artistas de la escena del rock/metal italiano, siendo Giacomo Voli uno de ellos.

## Discografía

### Sour Whine
- 2009 – Demo '09

### Teodasia
- 2016 – Reloaded
- 2016 – Metamorphosis

### Solista
- 2015 – Ancora nell'ombra
- 2017 – Prigionieri liberi

### Rhapsody of Fire
- 2016 – Into the Legend (Líder de coros únicamente)
- 2017 – Legendary Years
- 2019 – The Eighth Mountain
- 2021 – I'll Be Your Hero
- 2021 – Glory For Salvation
- 2024 – Challenge the Wind

### Embrace of Souls
- 2021 – The Number of Destiny